# MDMO-PPV
Le MDMO-PPV — in extenso poly[2-méthoxy-5-(3,7-diméthyloctyloxy)-1,4-phénylène-vinylène] — est un polymère semiconducteur de type p (donneur d'électrons) faisant l'objet de recherches notamment dans le but de former des jonctions p-n, avec le PCBM ou le PCNEPV, comme matériaux de type n (accepteurs d'électrons), permettant de réaliser des cellules photovoltaïques en polymères ayant un bon rendement énergétique.

## Articles liés
- Cellule photovoltaïque en polymères
- PCBM – [6,6]-phényl-C61-butyrate de méthyle
- PCNEPV – poly[oxa-1,4-phénylène-(1-cyano-1,2-vinylène)−(2-méthoxy-5-(3,7-diméthyloctyloxy)-1,4-phénylène)-1,2-(2-cyanovinylène)-1,4-phénylène]